# Foxterier cu blană întinsă

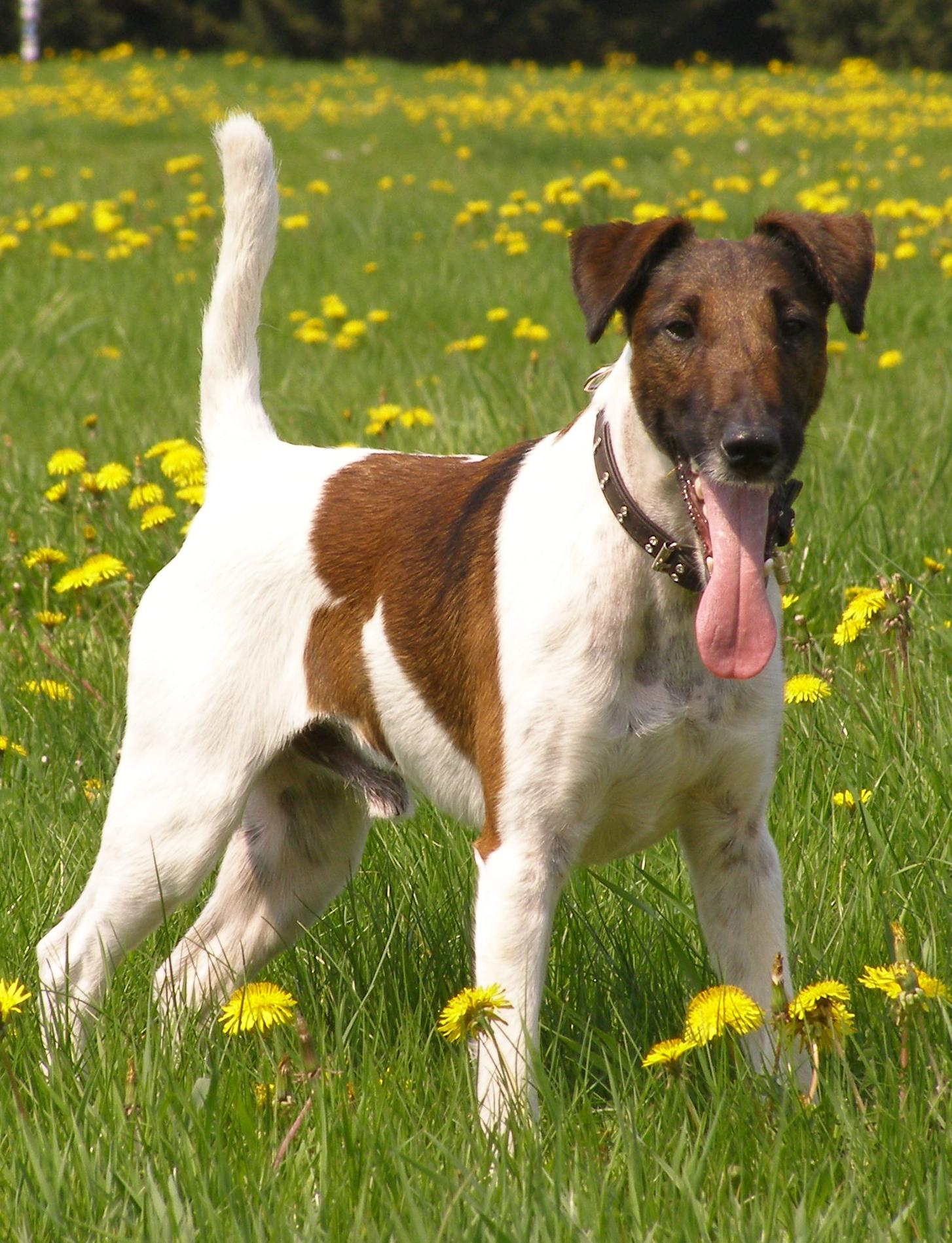

Foxterier cu blană întinsă este numele unei rase de câini.
Generalități: așa cum deja arată și numele pe care îl poartă, acest câine este un reprezentant al grupului de terrieri.